# Pratt & Whitney PW2000
Pratt & Whitney PW2000 je řada dvouproudových leteckých motorů s vysokým obtokovým poměrem s tahem od 170 do 195 kN. Motory byly postaveny společností Pratt & Whitney a byly navrženy pro letoun Boeing 757. Jako pohonná jednotka pro letoun Boeing 757 motor konkuroval motoru Rolls-Royce RB211, který byl na tyto letouny rovněž montován.

## Vývoj a popis
Motory vstoupily do služby v roce 1984 jako první civilní motory s technologií plně digitalizovaného řízení (Full Authority Digital Engine Control (FADEC)). První z řady motorů PW2000, označený PW2037, byl určen pro pohon letounů Boeing 757-200 a poprvé vstoupil do služby u společnosti Delta Air Lines, která se stala prvním civilním uživatelem tohoto motoru.
Vojenská verze tohoto motoru byla poprvé použita na transportních letounech C-17 Globemaster III v roce 1991. Motor dostal vojenské označení F117-PW-100. Motory byly použity i na ruském dopravním letounu Iljušin Il-96M v roce 1993.
Od roku 1994 společnost vyrábí vylepšenou verzi motoru PW2043 s tahem až 194,5 kN, která nabízí vyšší spolehlivost, životnost a snížené náklady na údržbu. Tato verze je známá pod označením PW2000 RTC (Reduced Temperature Configuration/Uspořádání se sníženou teplotou) a nabízí vysoký tah při nízké spotřebě paliva, což mu dává možnost efektivně pracovat i pod větší zátěží, ve velkých nadmořských výškách a v horkých klimatických podmínkách.
16. října 2008 doporučila americká Národní rada pro bezpečnost v dopravě (NTSB), že letecký úřad FAA (Federal Aviation Administration) by měl bezodkladně vydat nové inspekční postupy pro modely letadel (Boeing 757) poháněné motory PW2037. Důvodem bylo vyšetřování vysazení motoru za letu na letounu společnosti Delta Air Lines v srpnu 2008 z Las Vegas v Nevadě. NTSB doporučila, aby FAA nařídila odstavení motorů PW2037 ze služby pro provedení inspekce pokud mají více než stanovený počet letových hodin a letových cyklů. A poté, aby byly podrobeny inspekci v pravidelných intervalech. Přesná hranice nebyla určena, ale bylo doporučeno, aby to bylo podstatně méně než počet letových hodin (10 880 letových hodin) a letových cyklů (4 392 cyklů) než motor, který selhal v srpnu 2008.
Na výrobě a vývoji motoru se podílí i německá společnost MTU Aero Engines, která se podílela na vývoji některých částí motoru a rovněž některé části motoru i vyrábí.

## Varianty
- PW2037
- PW2040
- PW2043

## Použití
- Boeing 757
- Iljušin Il-96M
- C-17 Globemaster III

## Specifikace (F117-PW-100)
Zdroj TCDS NUMBER E17N [online]. US FAA [cit. 2017-11-10]. Dostupné online. (link: ).

### Technické údaje
- Typ: dvouproudový motor
- Délka: 3 729 mm
- Průměr: 2 146 mm
- Hmotnost: 3 221 kg

### Součásti motoru
- Kompresor: axiální, 1 stupeň dmychadla, 4 nízkotlaké stupně, 12 vysokotlakých stupňů
- Spalovací komora: prstencový typ
- Turbína: 2 vysokotlaké stupně, 5 nízkotlakých stupňů

### Výkony
- Maximální tah: 170,81 – 194,54 kN (38 400 – 43 734 lb)
- Celkový kompresní poměr: 27,6 – 31,2
- Obtokový poměr: 6:1
- Poměr tah/hmotnost: 5,41-6,16